# Verbandsliga 1930-1931
L'edizione 1930-31 della Verbandsliga vide la vittoria finale dell'Hertha Berlino.
Capocannoniere del torneo fu Willi Kirsei (Hertha Berlino), con 7 reti.

## Partecipanti
| Squadra                       | qualificata come                                                                        |
| SV Prussia-Samland Königsberg | Campione Nordostdeutscher                                                               |
| VfB Königsberg                | Vicecampione Nordostdeutscher                                                           |
| Beuthener SuSV                | Campione Südostdeutscher                                                                |
| VfB Liegnitz                  | Vicecampione Südostdeutscher                                                            |
| Hertha Berlino                | Campione Berlin-Brandenburg                                                             |
| Tennis Borussia Berlino       | Vicecampione Berlin-Brandenburg                                                         |
| Dresdner SC                   | Campione Mitteldeutscher                                                                |
| SpVgg 1899 Lipsia-Lindenau    | Vicecampione Mitteldeutscher                                                            |
| Amburgo                       | Campione Norddeutscher                                                                  |
| Holstein Kiel                 | Vicecampione Norddeutscher                                                              |
| Fortuna Düsseldorf            | Campione Westdeutscher                                                                  |
| VfB Bielefeld                 | Vicecampione Westdeutscher                                                              |
| Meidericher SV                | In rappresentanza delle squadre qualificate al terzo turno del campionato Westdeutscher |
| SpVgg Fürth                   | Campione Süddeutscher                                                                   |
| SG Eintracht Francoforte      | Vicecampione Süddeutscher                                                               |
| TSV 1860 Monaco               | In rappresentanza delle squadre qualificate al terzo turno del campionato Süddeutscher  |

## Fase finale

### Ottavi di finale
| Beuthener SuSV | 0 – 2 | Amburgo |

| VfB Bielefeld | 2 – 5 | Hertha Berlino |

| Tennis Borussia Berlino | 6 – 1 | VfB Liegnitz |

| VfB Königsberg | 1 – 8 | Dresdner SC |

| Holstein Kiel | 3 – 2 | SV Prussia-Samland Königsberg |

| SpVgg 1899 Lipsia-Lindenau | 0 – 3 | SpVgg Fürth |

| Fortuna Düsseldorf | 2 – 3 dts | SG Eintracht Francoforte |

| TSV 1860 Monaco | 4 – 1 | Meidericher SV |

### Quarti di finale
| Amburgo | 2 – 0 | SG Eintracht Francoforte |

| Hertha Berlino | 3 – 1 | SpVgg Fürth |

| Dresdner SC | 3 – 4 | Holstein Kiel |

| TSV 1860 Monaco | 1 – 0 | Tennis Borussia Berlino |

### Semifinali
| Hertha Berlino | 3 – 2 dts | Amburgo |

| TSV 1860 Monaco | 2 – 0 | Holstein Kiel |

### Finale
| Hertha Berlino | 3 – 2 | TSV 1860 Monaco |

## Verdetti
- Hertha BSC campione della Repubblica di Weimar 1930-31.